# Casteljaloux
Casteljaloux ist eine französische Stadt mit 4639 Einwohnern (Stand 1. Januar 2022) im Département Lot-et-Garonne in der Region Nouvelle-Aquitaine. Sie ist der Hauptort des Kantons Les Forêts de Gascogne und liegt am Ufer des Flusses Avance.

## Geschichte
In Casteljaloux entstand eine protestantische Gemeinde der Hugenotten. Um 1682 drangen Berichte zum erbosten Monarchen durch, dass die selbstbewussten Protestanten auf einem Plakat an der Kirche den katholischen König als „rex ferox“ und „asper lupus“ bezeichnet hatten.
Zu Beginn des Zweiten Weltkrieges im Jahr 1939 wurden zahlreiche Bewohner aus der elsässischen Gemeinde Kunheim nach Casteljaloux evakuiert.

## Bevölkerungsentwicklung
| Jahr      | 1962 | 1968 | 1975 | 1982 | 1990 | 1999 | 2008 | 2018 |
| Einwohner | 5031 | 5406 | 5343 | 5229 | 5048 | 4755 | 4580 | 4533 |

Quellen: Cassini und INSEE

## Wirtschaft und Infrastruktur
In Casteljaloux sind Lebensmittel-, Holz-, Papier-, Wachs- und Kerzenfabrikation ansässig. Auch der Tourismus spielt eine wichtige Rolle, unter anderem existieren Campingplätze und ein 18-Loch-Golfplatz. Der örtliche Badesee umfasst 17 Hektar, das Thermalbad in Casteljaloux ist auf die Behandlung von Rheuma spezialisiert. Die Landwirtschaft in der Umgebung hat sich auf den Anbau von Mais und Weizen spezialisiert.
Casteljaloux liegt an der stillgelegten Bahnstrecke Marmande–Mont-de-Marsan.

## Persönlichkeiten
- Marie Ephrem Garrelon (1827–1873); katholischer Titularbischof und Apostolischer Vikar in Indien, sowie Ordensgründer und Teilnehmer am Ersten Vatikanischen Konzil.

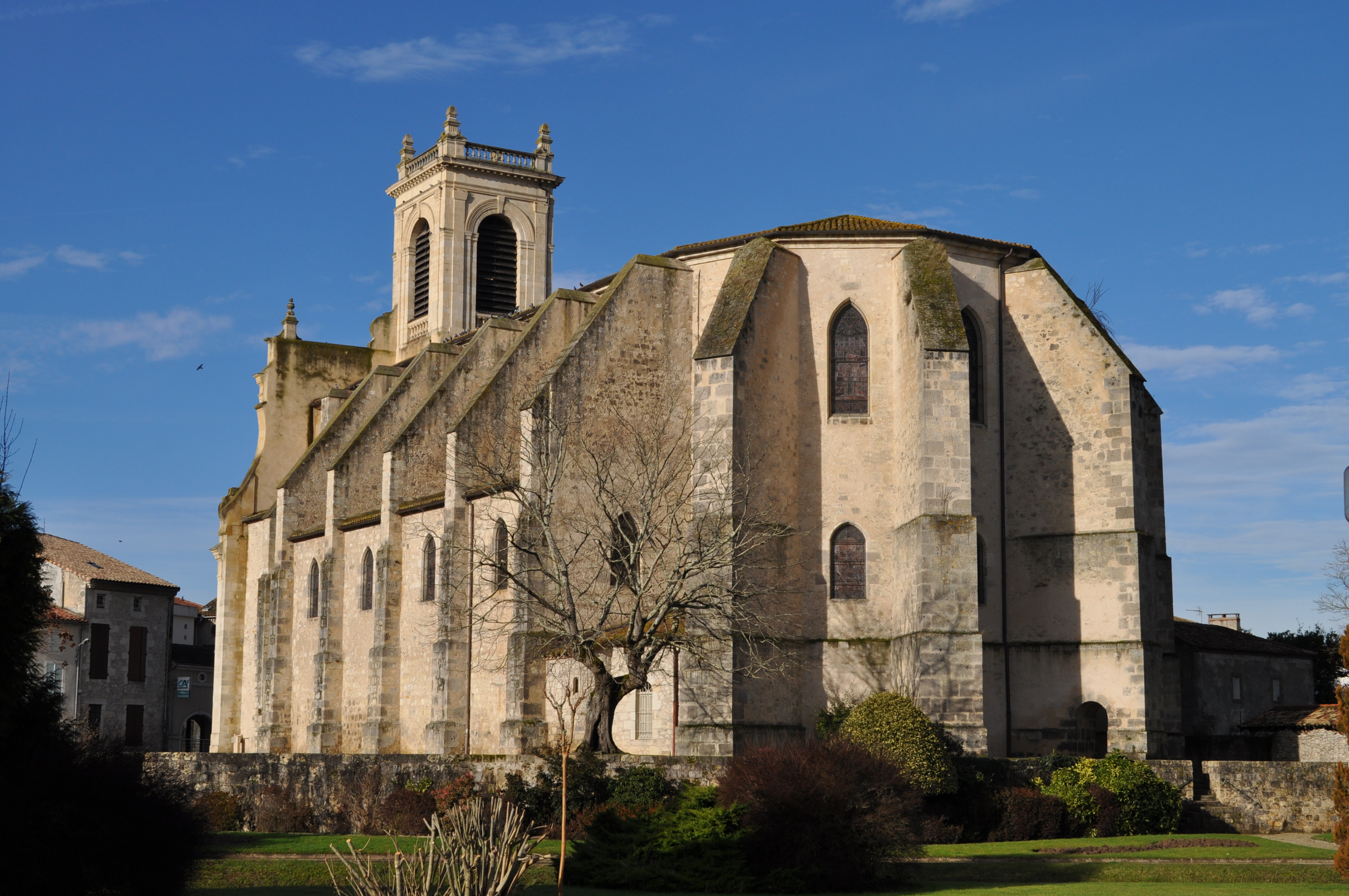
Kirche Mariä Himmelfahrt